# Хусбю
Хусбю (давньоскан. Husby) — назва численних шведських і данських сіл і ферм. Шведські хусбю спочатку представляли собою мережу коронних маєтків шведських конунгів, названу Надбанням Уппсали.

## Історія
Хусбю складався з великої центральної ферми, і, як правило, спочатку він був власністю місцевих вождів, що підкорилися шведській корони. Як частина Надбання Уппсали, хусбю відігравали важливу політичну, адміністративну та фіскальну роль в регіоні. Існувало приблизно 70 хусбю більшість з яких розташована в східному Свеаланді, 25 з яких перебували в Уппланді. Деякі хусбю, такі як Хусабю в Вестерготланде, перебували за межами цієї області. У XIII столітті в зв'язку зі зміною економічної обстановки і появою більш ефектної адміністративної системи хусбю перестали використовуватися короною і багато змінили власників.